# Vörösvárbánya megállóhely
A Vörösvárbánya megállóhely 2015-ben létesített Pest megyei (2023 óta Pest vármegyei) vasúti megállóhely, melyet a Magyar Államvasutak Zrt. (MÁV) üzemeltet Pilisvörösvár közigazgatási határa közelében, a Budapest–Esztergom-vasútvonalon. A megállóhelyen a vonalszakasz kétvágányúra történő átépítését követően, 2015. augusztus 20-ával indult meg a forgalom. Közúton csak kis forgalmú, belső utcákon érhető el Pilisvörösvár és a szomszédos Pilisszentiván irányából is.
Áthaladó vasútvonalak:
- Budapest–Esztergom-vasútvonal (2)

## Elnevezése

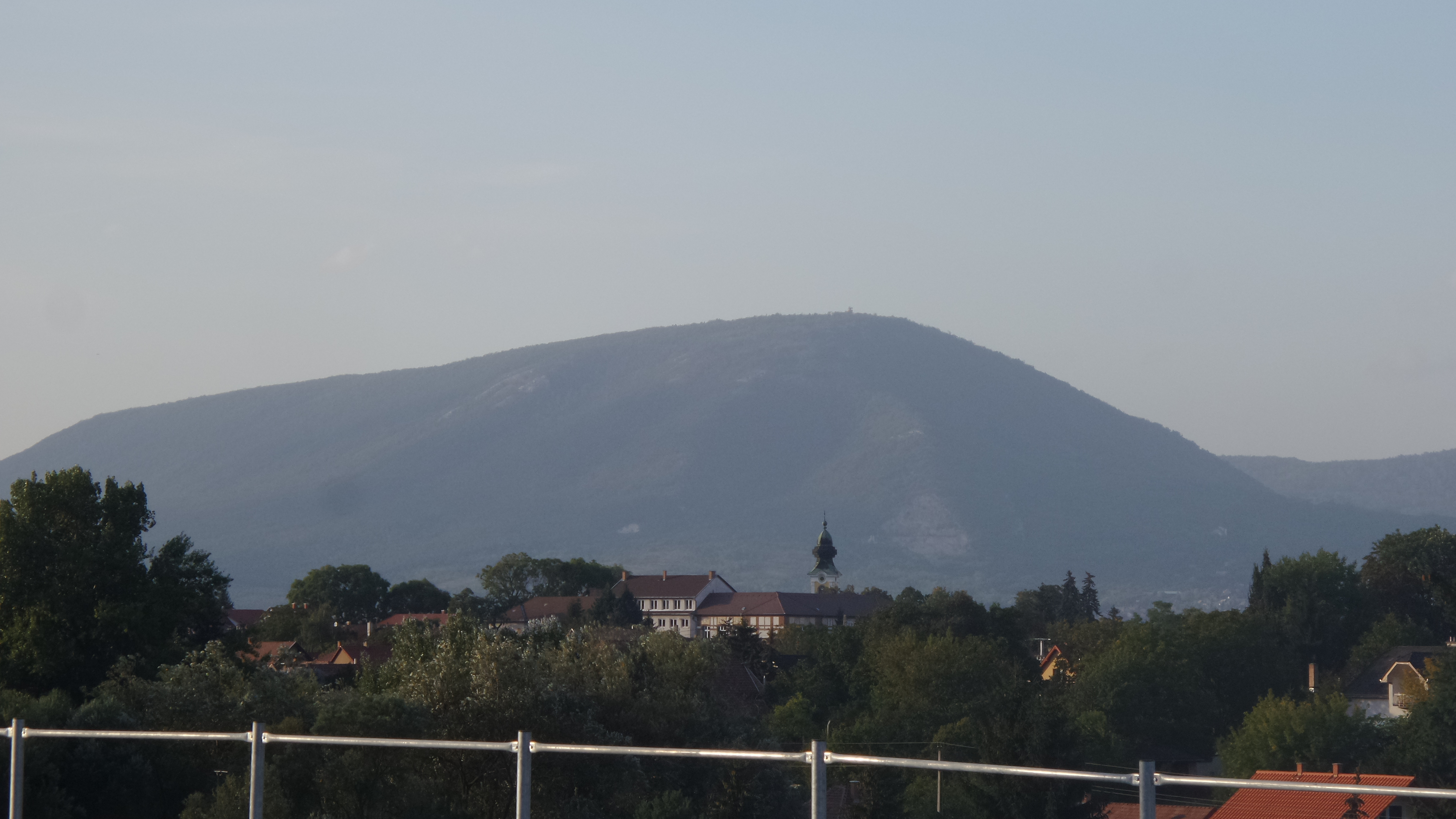
A Pilis-tető látképe a megálló peronjáról

A megállóhely elnevezése a létesítéséről meghozott döntést követően nehezen született meg, mert a területéhez közel semmilyen olyan látnivaló, földrajzi egység, vagy más nevezetesség nem található, amely kézenfekvő névadója lehetett volna a létesítménynek. Miután a megállóhoz nagyon közel húzódik Pilisszentiván közigazgatási határa – és alappal lehetett arra számítani, hogy a megállót majdan használó utasok jelentős része is pilisszentiváni lakos lesz –, a felmerült névjavaslatok egyike a Pilisszentiván megállóhely volt; sőt első körben ezt támogatta a Földművelési és Vidékfejlesztési Minisztériumban működő Földrajzinév-bizottság is, amely illetékességgel bírt a majdani név meghatározására.
Pilisvörösvár önkormányzata erről hallani sem akart, hiszen a megálló, sőt a hozzá kiépítendő új P+R parkolók is vörösvári közigazgatási területen fekszenek, a városvezetés ezért hosszan kardoskodott a Dobozy-ház megállóhely elnevezés mellett, arra hivatkozva, hogy a megálló környékén a helyiek által ezen néven ismert épület az egyetlen igazi nevezetesség.
Végül a Földrajzinév-bizottság salamoni döntést hozott: részben helyt adott a pilisvörösvári képviselő-testület fellebbezésének azzal, hogy a Pilisszentiván megállóhely elnevezést elvetette, viszont döntésük alapján a megálló neve Vörösvárbánya megállóhely lett, utalva a környéken korábban folytatott barnakőszén-bányászatra. Mindazonáltal valamelyet a névválasztás ellen szólt, hogy a pilisvörösvári szénbányászat 1940-ben, tehát körülbelül 75 évvel a megállóhely átadása előtt megszűnt, illetve a jelenkorban is Báyatelep nevet viselő városrész a megállótól távolabb, a 10-es főút mellett terül el.

## Megközelítés budapesti tömegközlekedéssel
A megállóhely légvonalban kb. 600 méterre található a legközelebbi Volánbusz-megállóhelytől, és mintegy 800 méterre a legközelebbi pilisvörösvári buszmegállóktól.
- Solymári kőfaragó:  830, 831, 832
- Pilisvörösvár, bányatelep:  799, 800, 820, 821

## Forgalom
| Járat | Útvonal | Gyakoriság                                                  |
| ----- | --- | ----------------------------------------------------------- |
| S72   | Budapest-Nyugati – Rákosrendező – Angyalföld – Újpest – Aquincum – Óbuda – Aranyvölgy – Üröm – Solymár – Szélhegy – Vörösvárbánya – Pilisvörösvár – Szabadságliget – Klotildliget – Piliscsaba – Magdolnavölgy – Pilisjászfalu – Piliscsév – Leányvár – Dorog – Esztergom-Kertváros – Esztergom | Hajnalban 30 percenként, késő este óránként                 |
| S72   | Budapest-Nyugati – (Rákosrendező →) Angyalföld – Újpest – Aquincum – Óbuda – Aranyvölgy – Üröm – Solymár – Szélhegy – Vörösvárbánya – Pilisvörösvár – Szabadságliget – Klotildliget – Piliscsaba                                                                                                | Munkanapokon reggel 3 Budapest felé, este 2 Piliscsaba felé |
| S76   | Rákos – Újpalota – Angyalföld – Újpest – Aquincum – (Óbuda) – Aranyvölgy – (Üröm) – Solymár – Szélhegy – Vörösvárbánya – Pilisvörösvár – Szabadságliget – Klotildliget – Piliscsaba | Munkanapokon félóránként, hétvégén óránként                 |

## Látnivalók a környéken
- Pilisvörösvári bányatavak;
- Slötyi-tó.